# Gare de Bazancourt
Gare de Bazancourt vasútállomás Franciaországban, Bazancourt településen.

## Vasútvonalak
Az állomást az alábbi vasútvonalak érintik:
- Soissons-Givet-vasútvonal
- Bazancourt-Challerange-vasútvonal

## Kapcsolódó állomások
A vasútállomáshoz az alábbi állomások vannak a legközelebb:
- Gare de Reims
- Gare de Rethel